# Résidence Kalouguine
La résidence Kalouguine est un ensemble de neuf immeubles d'habitat collectif, représentant 219 logements, construit à Angers entre 1972 et 1974 dans le quartier de Monplaisir. L'architecte, VIadimir Kalouguine, a laissé son nom à l'ensemble, souvent nommé « Les Kalouguines ».
Ce projet a remporté le concours du P.A.N. (programme d'architecture nouvelle) organisé par le ministère de l'Équipement et du Logement en 1971 sur le thème « une architecture nouvelle pour les HLM collectives ».
Il s'agit d'immeubles aux formes biologiques qui devaient dans un premier temps être végétalisés. Le projet de départ sera abandonné en raison de problème d'étanchéité. Leurs formes peuvent rappeler l'habitat troglodytique de la région.
Lors de l'inauguration, le ministre Jacques Barrot salua la visée de l'ensemble : « réconcilier l'homme et la ville ».

## Actualité
En 2010, 3F rachète la résidence à Angers Habitat.